# Corpo Dentário da Armada Real
O Corpo Dentário da Armada Real (em inglês: Royal Army Dental Corps - RADC) é um corpo especializado na Armada britânica que providencia serviços de cuidado dentário ao pessoal da Armada britânica e aos familiares desses na guerra e na paz. O Corpo Dentário da Armada Real forma o Serviços Médicos da Armada. 
Atualmente, tem alianças com a Dental Branch, uma divisão da Forças Armadas do Canadá, com o Corpo Dentário da Armada Real Australiana e com o Corpo Dentário Real da Nova Zelândia.

## História
Enquanto que os cirurgiões da armada regimental estiveram proporcionando serviços de cuidado dentário a soldados desde 1660, a divisão de serviços odontológicos foi, somente em 1901, estabelecida sob o Corpo Médico da Armada Real. Em 1921, dentistas do Corpo Médico da Armada Real foram separados e encaminhados para o chamado Corpo Dentário da Armada (em inglês: Army Dental Corps). Tal corpo foi, em novembro de 1946, renomeado com o sufixo "Real", por causa de seu serviço durante a Segunda Guerra Mundial. 

## Especializações
dentistas qualificados são todos oficiais comissionados. Oficiais não-comissionados podem ser:
- Higienistas dentários
- Enfermeiras dentárias
- Técnicos dentários